# カイル・ギルモア
カイル・ギルモア（Kyle Gilmour、1988年1月26日 - ）は、カナダのラグビー選手。

## プロフィール
- カナダ・フォートマクマレー出身[1]。
- ポジションはロック(LO)、フランカー(FL)。
- 身長 185cm、体重 105kg
- カナダ代表キャップは18（2025年5月現在）でラグビーワールドカップ2015のカナダ代表に選ばれた[2][3]。

## 略歴
2014年、ロザラム・ティタンズに加入。 